# Bruszewo
Bruszewo [pronunciación en polaco: /bruˈʂɛvɔ/] es un pueblo en el distrito administrativo de Gmina Sokoły, dentro del Distrito de Wysokie Mazowieckie, Voivodato de Podlaquia, en el noreste de Polonia. Se encuentra aproximadamente 4 kilómetros al oeste de Sokoły, 12 kilómetros al noreste de Wysokie Mazowieckie, y 38 kilómetros al sudoeste de la capital regional, Białystok.